# Pietro del Monte (gran maestro)
Pietro del Monte Monte, nato Pietro Guidalotti (Monte San Savino, 1495 o 1496 – La Valletta, 27 gennaio 1572), è stato Gran Maestro dell'Ordine di Malta dal 1568 al 1572.

## Biografia
Figlio di Francesco e Margherita Ciocchi del Monte, zia di Giulio III, successe al Gran Maestro La Vallette a Malta. Egli continuò l'opera del suo predecessore nella costruzione della città de La Valletta.
Durante il Grande Assedio di Malta del 1565, del Monte era al comando di Forte San Michele a Senglea. Per gran parte dell'assedio, il forte rimase isolato dal grosso delle forze dell'Ordine a Birgu. Del Monte riuscì a mantenere il forte per 55 giorni fino all'arrivo delle forze di soccorso di de Toledo l'8 settembre.
Del Monte fu nominato Gran Maestro il 23 agosto 1568, tre giorni dopo la morte del suo predecessore Jean Parisot de Valette. Durante il suo mandato come Gran Maestro, del Ponte continuò la costruzione della nuova capitale La Valletta. Nel 1569 costruì Porta Del Monte su progetto di Francesco Laparelli. Questa porta fu demolita dagli inglesi nel 1884 per far posto alla più grande Victoria Gate. L'Ordine si trasferì ufficialmente nella città di La Valletta durante il regno di del Monte, il 18 marzo 1571.
Durante il suo regno anche la flotta dell'Ordine venne rafforzata e prese parte alla vittoriosa battaglia di Lepanto il 7 ottobre 1571.
Del Monte morì nel 1572 e gli successe Jean de la Cassière.